# جنگ سیزده‌ساله (۱۴۵۴–۱۴۶۶)

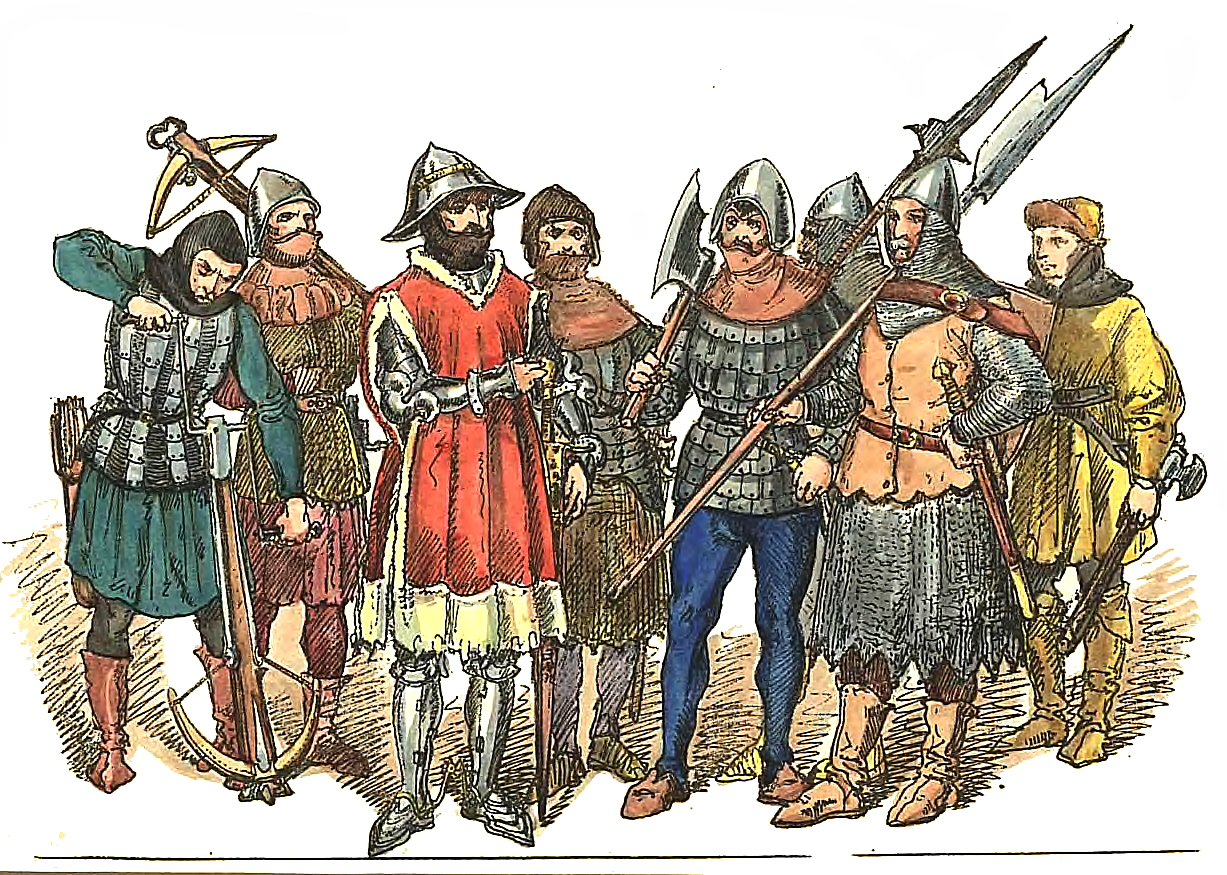
شوالیه‌های لهستانی سالهای ۱۴۴۷-۱۴۹۲

جنگ سیزده‌ساله (به آلمانی:Dreizehnjähriger Krieg؛به لهستانی:Wojna trzynastoletnia) که جنگ شهرها نیز نامیده می‌شود، در میانه سالهای ۱۴۵۴ تا ۱۴۶۶ میلادی کنفدراسیون پروس (که با پادشاهی لهستان متحد بود) و شوالیه‌های توتونیک درگرفت.
جنگ با شورش شهرهای پروس آغاز شد که خواستار استقلال از شوالیه‌های تتونیک بودند. کنفدراسیون پروس از شاه لهستان، کازیمیر چهارم یاگیلون، کمک خواست و حتی پیشنهاد کرد که پروس جزئی از خاک پادشاهی لهستان شود. زمانی که شاه لهستان این درخواست را پذیرفت، میان پروس با پشتیبانی لهستان و شوالیه‌های تتونیک جنگ رخ داد.
جنگ سیزده‌ساله با پیروزی کنفدراسیون پروس و لهستان به پایان رسید و به صلح دوم تورن ختم گردید. به زودی جنگ دیگری نیز در سال بعد میان لهستان و شوالیه‌های تتونیک بر سر ناحیه وارمیا اتفاق افتاد.